# Juri Takayama
Juri Takayama, född den 21 oktober 1976 i Yokosuka, är en japansk softbollspelare.
Hon tog OS-silver vid de olympiska softboll-turneringarna vid olympiska sommarspelen 2000 i Sydney.
Fyra år senare vid olympiska sommarspelen 2004 i Aten tog hon OS-brons..